# Sonate für Flöte und Klavier (Poulenc)
Die 1957 fertiggestellte Sonate für Flöte und Klavier ist die erste von drei Sonaten für verschiedene Blasinstrumente (es folgten noch eine für Klarinette und eine für Oboe), die der französische Komponist Francis Poulenc (1899–1963) in seinen letzten Lebensjahren schuf. Sie ist dem Andenken von Elizabeth Sprague Coolidge gewidmet, aber für den Flötisten Jean-Pierre Rampal geschrieben.

## Entstehung, Uraufführung und Rezeption
Francis Poulenc trug sich seit Anfang der 1950er-Jahre mit dem Plan, eine Sonate für Flöte und Klavier zu komponieren; mehrere Briefe ab 1952 legen nahe, dass es auch erste Entwürfe dazu gab. Im April 1956 offerierte ihm die Coolidge Foundation den Auftrag für ein dem Andenken der Mäzenin Elizabeth Sprague Coolidge gewidmetes kammermusikalisches Werk. Poulenc lehnte zunächst ab unter Hinweis auf den Abschluss seiner Oper Dialogues des Carmélites und deren für Anfang 1957 angesetzte Premiere. Auf eine erneute Anfrage der Coolidge Foundation reagierte Poulenc im August 1956 jedoch positiv und schlug eine Sonate für Flöte und Klavier vor. Das Angebot der Coolidge Foundation umfasste eine Summe von 750 $ und die Bedingung, dass das Originalmanuskript der Library of Congress überlassen würde. Poulenc bedingte sich seinerseits aus, das Werk nicht in den USA, sondern beim Strasbourg Festival zur Uraufführung bringen zu dürfen. Jean-Pierre Rampal berichtet in seine Erinnerungen von einem Telefonanruf Poulencs Anfang 1957: „Wolltest du nicht immer, daß ich dir eine Sonate für Flöte und Klavier schreibe, Jean-Pierre? Na gut, ich werde es tun. Das Beste ist aber, daß die Amerikaner sie mir abkaufen wollen! […]“
Poulenc schrieb die beiden ersten Sätze der Sonate zwischen Dezember 1956 und März 1957 in Cannes. Dabei stand er in regem Austausch mit Rampal, der von einem anfangs „aus Teilen und Stücken bestehenden Sammelsurium, das einer Sonate in nichts ähnelte“, schreibt. Gemäß Rampal erfolgte die gemeinsame Arbeit an der Konsolidierung des Werks in Poulencs Pariser Wohnung. Am 7. Juni 1957 sandte Poulenc das Manuskript der nunmehr fertiggestellten dreisätzigen Sonate an die Library of Congress. 11 Tage später, am 18. Juni 1957 (Rampal nennt fälschlich das Jahr 1958) brachten Poulenc und Rampal die Flötensonate gemeinsam beim Strasbourg Festival zur Uraufführung. Eine inoffizielle Premiere gab es bereits am Vortag mit dem – begeistert reagierenden – einzigen Zuhörer Arthur Rubinstein, der das Werk gerne hören wollte, aber vorzeitig abreisen musste. Auf Wunsch der Zuhörer musste bei der Uraufführung der Mittelsatz wiederholt werden. Die Kritiken waren einhellig positiv. So hieß es in Le Figaro: “ein großer melodischer Regenbogen, auf einem bläulichen Grund aus schönen Harmonien; wenn ich dies schreibe, denke ich zuerst an die Cantilène der Sonate, eine ätherische, zauberhafte Seite Musik von ganz eigenartigem Elan.”
Die amerikanische Erstaufführung erlebte die Flötensonate Poulencs im Coolidge Auditorium der Library of Congress in Washington, D.C. am 14. Februar 1958 mit Rampal und dem Pianisten Robert Veyron-Lacroix, und wurde ein großer Erfolg. In der Folge avancierte Poulencs Flötensonate zu einem der beliebtesten Werke des Komponisten und zugleich zum Bestandteil des flötistischen Standardrepertoires. 1973 erstellte der englische Komponist Lennox Berkeley eine Orchesterfassung.

## Charakterisierung
Die Spieldauer der dreisätzigen Sonate für Flöte und Klavier von Francis Poulenc liegt bei etwa 11 bis 13 Minuten. Ihre Satzbezeichnungen lauten:
1. Allegro malinconico
2. Cantilena
3. Presto giocoso

Der erste Satz verarbeitet in einer freien, dreiteiligen Form ein melancholisches Hauptthema und ein heiter aufspringendes Gegenthema. Der sangliche zweite Satz (Tempovorgabe Assez lent) erinnert an die der Opernfigur Constance zugedachte Musik im kurz zuvor entstandenen Dialogues des Carmélites. Ein vorwiegend heiter-virtuoser Satz, in den gegen Ende Subito piu lento eine Reminiszenz an den melancholischen ersten Satz eingeblendet wird, beschließt die Sonate wirkungsvoll.